# Heterospilus boliviensis
Heterospilus boliviensis är en stekelart som beskrevs av Szepligeti 1906. Heterospilus boliviensis ingår i släktet Heterospilus och familjen bracksteklar. Inga underarter finns listade i Catalogue of Life.